# Česká 2. Liga Amerického Fotbalu 2021
La Česká 2. Liga Amerického Fotbalu 2021 è la 16ª edizione del campionato di football americano di secondo livello, organizzato dalla ČAAF.

## Squadre partecipanti
| Club                        | Città          | Stadio | Sponsor ufficiale | Risultato nella stagione 2020 |
| --------------------------- | -------------- | ------ | ----------------- | ----------------------------- |
| Jičín Hurricanes            | Jičín          |        |                   |                               |
| Mladá Boleslav Greenraiders | Mladá Boleslav |        |                   |                               |
| Pardubice Stallions         | Pardubice      |        |                   |                               |
| Pilsen Patriots             | Plzeň          |        |                   |                               |
| Šumperk Dietos              | Šumperk        |        |                   |                               |
| Tábor Foxes                 | Tábor          |        |                   |                               |
| Třinec Sharks               | Třinec         |        |                   |                               |
| Trutnov Rangers             | Trutnov        |        |                   |                               |

## Stagione regolare

### Calendario

#### Anticipi 1
| Šumperk 14 agosto 2021, ore 15:00 | Šumperk Dietos | 0 – 40 (0-8 0-12 0-13 0-7) referto | Třinec Sharks | Tyršův stadium (150 spett.)\| Arbitro: \| Tuinenburg \| |
| Arbitro:                          | Tuinenburg     |                                    |               |                                                         |

| Pardubice 15 agosto 2021, ore 16:00 | Pardubice Stallions | 21 – 0 (0-0 21-0 0-0 0-0) referto | Pilsen Patriots | Hvězda (175 spett.)\| Arbitro: \| Tuinenburg \| |
| Arbitro:                            | Tuinenburg          |                                   |                 |                                                 |

#### 1ª giornata
| Třinec 21 agosto 2021, ore 14:00 | Třinec Sharks | 35 – 7 (7-7 7-0 14-0 7-0) referto | Mladá Boleslav Greenraiders | Stadion Lesní (60 spett.)\| Arbitro: \| Klimeš \| |
| Arbitro:                         | Klimeš        |                                   |                             |                                                   |

| Tábor 22 agosto 2021, ore 14:00 | Tábor Foxes | 0 – 82 (0-36 0-34 0-6 0-6) referto | Pardubice Stallions | Komora (200 spett.)\| Arbitro: \| Tuinenburg \| |
| Arbitro:                        | Tuinenburg  |                                    |                     |                                                 |

| Trutnov 22 agosto 2021, ore 16:00 | Trutnov Rangers | 7 – 19 (0-0 0-13 0-0 7-6) referto | Jičín Hurricanes | Stadion Osvobození (115 spett.)\| Arbitro: \| Hameder \| |
| Arbitro:                          | Hameder         |                                   |                  |                                                          |

#### 2ª giornata
| Tábor 28 agosto 2021, ore 14:00 | Tábor Foxes | 23 – 24 (6-9 7-0 3-0 7-15) referto | Jičín Hurricanes | Komora (103 spett.)\| Arbitro: \| Znamenáček \| |
| Arbitro:                        | Znamenáček  |                                    |                  |                                                 |

| Bělá pod Bezdězem 29 agosto 2021, ore 15:00 | Mladá Boleslav Greenraiders | 55 – 0 (21-0 14-0 6-0 14-0) referto | Trutnov Rangers | SK Bělá pod Bezdězem (400 spett.)\| Arbitro: \| Kroulík \| |
| Arbitro:                                    | Kroulík                     |                                     |                 |                                                            |

#### 3ª giornata
| Plzeň 4 settembre 2021, ore 14:00 | Pilsen Patriots | 94 – 0 (26-0 44-0 8-0 16-0) referto | Trutnov Rangers | Bolevec (80 spett.)\| Arbitro: \| Pachulski \| |
| Arbitro:                          | Pachulski       |                                     |                 |                                                |

| Třinec 4 settembre 2021, ore 14:00 | Třinec Sharks | 75 – 0 (28-0 33-0 7-0 7-0) referto | Tábor Foxes | Stadion Lesní (73 spett.)\| Arbitro: \| Frehar \| |
| Arbitro:                           | Frehar        |                                    |             |                                                   |

| Valdice 4 settembre 2021, ore 14:00 | Jičín Hurricanes | 0 – 55 (0-21 0-27 0-7 0-0) referto | Pardubice Stallions | (160 spett.)\| Arbitro: \| Hameder \| |
| Arbitro:                            | Hameder          |                                    |                     |                                       |

| Šumperk 4 settembre 2021, ore 15:00 | Šumperk Dietos | 6 – 19 (0-7 0-0 0-6 6-6) referto | Mladá Boleslav Greenraiders | Tyršův stadium (200 spett.)\| Arbitro: \| Tuinenburg \| |
| Arbitro:                            | Tuinenburg     |                                  |                             |                                                         |

#### 4ª giornata
| Valdice 11 settembre 2021, ore 14:00 | Jičín Hurricanes | 0 – 61 (0-0 0-35 0-18 0-8) referto | Třinec Sharks | (112 spett.)\| Arbitro: \| Koller \| |
| Arbitro:                             | Koller           |                                    |               |                                      |

| Šumperk 11 settembre 2021, ore 15:00 | Šumperk Dietos | 42 – 0 (28-0 7-0 0-0 7-0) referto | Tábor Foxes | Tyršův stadium (115 spett.)\| Arbitro: \| Tuinenburg \| |
| Arbitro:                             | Tuinenburg     |                                   |             |                                                         |

| Bělá pod Bezdězem 12 settembre 2021, ore 15:00 | Mladá Boleslav Greenraiders | 7 – 46 (0-6 0-0 7-12 0-28) referto | Pilsen Patriots | SK Bělá pod Bezdězem (250 spett.)\| Arbitro: \| Kriesman \| |
| Arbitro:                                       | Kriesman                    |                                    |                 |                                                             |

| Pardubice 12 settembre 2021, ore 16:00 | Pardubice Stallions | 87 – 0 (19-0 40-0 7-0 21-0) referto | Trutnov Rangers | Hvězda (115 spett.)\| Arbitro: \| Tuinenburg \| |
| Arbitro:                               | Tuinenburg          |                                     |                 |                                                 |

#### Recuperi 1
| Plzeň 18 settembre 2021, ore 14:00 | Pilsen Patriots | 52 – 17 (14-3 16-7 0-0 22-7) referto | Šumperk Dietos | Bolevec (76 spett.)\| Arbitro: \| Hovorka \| |
| Arbitro:                           | Hovorka         |                                      |                |                                              |

#### 5ª giornata
| Plzeň 25 settembre 2021, ore 14:00 | Pilsen Patriots | 70 – 0 (46-0 24-0 0-0 0-0) referto | Jičín Hurricanes | Bolevec (52 spett.)\| Arbitro: \| Hovorka \| |
| Arbitro:                           | Hovorka         |                                    |                  |                                              |

| Trutnov 25 settembre 2021, ore 14:00 | Trutnov Rangers | 0 – 69 (0-20 0-29 0-6 0-14) referto | Třinec Sharks | Stadion Osvobození (35 spett.)\| Arbitro: \| Kroulík \| |
| Arbitro:                             | Kroulík         |                                     |               |                                                         |

| Pardubice 26 settembre 2021, ore 15:00 | Pardubice Stallions | 33 – 8 (7-0 13-0 7-8 6-0) referto | Šumperk Dietos | Hvězda (150 spett.)\| Arbitro: \| Márai \| |
| Arbitro:                               | Márai               |                                   |                |                                            |

#### Recuperi 2
| Bělá pod Bezdězem 3 ottobre 2021, ore 15:00 | Mladá Boleslav Greenraiders | 58 – 0 (17-0 12-0 15-0 14-0) referto | Tábor Foxes | SK Bělá pod Bezdězem (155 spett.)\| Arbitro: \| Pachulski \| |
| Arbitro:                                    | Pachulski                   |                                      |             |                                                              |

#### 6ª giornata
| Třinec 9 ottobre 2021, ore 14:00 | Třinec Sharks | 23 – 14 referto | Pardubice Stallions | Stadion Lesní (110 spett.)\| Arbitro: \| Kriesman \| |
| Arbitro:                         | Kriesman      |                 |                     |                                                      |

| Valdice 9 ottobre 2021, ore 14:00 | Jičín Hurricanes | 0 – 35 (0-13 0-7 0-0 0-15) referto | Mladá Boleslav Greenraiders | (129 spett.)\| Arbitro: \| Márai \| |
| Arbitro:                          | Márai            |                                    |                             |                                     |

| Tábor 9 ottobre 2021, ore 14:00 | Tábor Foxes | 0 – 50 (0-16 0-6 0-14 0-14) referto | Pilsen Patriots | Komora (150 spett.)\| Arbitro: \| Hameder \| |
| Arbitro:                        | Hameder     |                                     |                 |                                              |

| Trutnov 10 ottobre 2021, ore 14:00 | Trutnov Rangers | 0 – 40 (0-7 0-19 0-14 0-0) referto | Šumperk Dietos | Stadion Osvobození (65 spett.)\| Arbitro: \| Tuinenburg \| |
| Arbitro:                           | Tuinenburg      |                                    |                |                                                            |

### Classifica
La classifica della regular season è la seguente:
- PCT = percentuale di vittorie, G = partite giocate, V = partite vinte,  P = partite perse, PF = punti fatti, PS = punti subiti

| Pos. | Squadra                     | PCT   | G | V | N | P | PF  | PS  |
| ---- | --------------------------- | ----- | - | - | - | - | --- | --- |
| 1    | Třinec Sharks               | 1.000 | 6 | 6 | 0 | 0 | 303 | 21  |
| 2    | Pardubice Stallions         | .833  | 6 | 5 | 0 | 1 | 292 | 31  |
| 3    | Pilsen Patriots             | .833  | 6 | 5 | 0 | 1 | 312 | 45  |
| 4    | Mladá Boleslav Greenraiders | .667  | 6 | 4 | 0 | 2 | 181 | 87  |
| 6    | Šumperk Dietos              | .333  | 6 | 2 | 0 | 4 | 113 | 144 |
| 5    | Jičín Hurricanes            | .333  | 6 | 2 | 0 | 4 | 43  | 251 |
| 7    | Tábor Foxes                 | .167  | 6 | 1 | 0 | 5 | 23  | 331 |
| 8    | Trutnov Rangers             | .000  | 6 | 0 | 0 | 6 | 7   | 334 |

## XVI Silver Bowl
| Pardubice 24 ottobre 2021, ore 14:00 | Třinec Sharks | – referto | Pardubice Stallions | Hvězda |

## Verdetti
- TBD Vincitori della Česká 2. Liga Amerického Fotbalu 2021

## Marcatori
| Giocatore    | Sq.                         | TD rush | TD recv | TD int | TD p.ret | TD k.ret | TD oth | Xp1 | Xp2 | FG | Saf | Totale |
| ------------ | --------------------------- | ------- | ------- | ------ | -------- | -------- | ------ | --- | --- | -- | --- | ------ |
| Vainer       | Pilsen Patriots             | 0       | 11      | 0      | 0        | 0        | 0      | 0   | 9   | 0  | 0   | 84     |
| Mísař        | Třinec Sharks               | 8       | 4       | 0      | 0        | 1        | 0      | 2   | 0   | 0  | 0   | 80     |
| Jelínek      | Mladá Boleslav Greenraiders | 5       | 1       | 0      | 0        | 0        | 0      | 16  | 2   | 2  | 0   | 62     |
| Tumpach      | Pilsen Patriots             | 8       | 0       | 0      | 0        | 0        | 0      | 3   | 3   | 0  | 0   | 60     |
| Plaček       | Pardubice Stallions         | 2       | 0       | 0      | 6        | 0        | 0      | 0   | 0   | 0  | 0   | 48     |
| Bouda        | Pilsen Patriots             | 6       | 0       | 0      | 0        | 0        | 0      | 4   | 0   | 0  | 0   | 44     |
| 4 giocatori  | 36                          |         |         |        |          |          |        |     |     |    |     |        |
| Mallát       | Pilsen Patriots             | 0       | 5       | 0      | 0        | 0        | 0      | 0   | 2   | 0  | 0   | 34     |
| Křenek       | Šumperk Dietos              | 2       | 1       | 0      | 0        | 0        | 0      | 12  | 0   | 1  | 0   | 33     |
| Doucek       | Pardubice Stallions         | 0       | 0       | 0      | 0        | 0        | 0      | 28  | 2   | 0  | 0   | 32     |
| Rada         | Pilsen Patriots             | 0       | 4       | 0      | 0        | 0        | 0      | 0   | 2   | 0  | 0   | 28     |
| Slavíček     | Třinec Sharks               | 0       | 0       | 0      | 0        | 0        | 0      | 21  | 0   | 2  | 0   | 27     |
| 7 giocatori  | 24                          |         |         |        |          |          |        |     |     |    |     |        |
| 7 giocatori  | 18                          |         |         |        |          |          |        |     |     |    |     |        |
| Nieslanik    | Třinec Sharks               | 2       | 0       | 0      | 0        | 0        | 0      | 0   | 1   | 0  | 0   | 14     |
| 3 giocatori  | 12                          |         |         |        |          |          |        |     |     |    |     |        |
| Dudek        | Třinec Sharks               | 0       | 1       | 0      | 0        | 0        | 0      | 0   | 2   | 0  | 0   | 10     |
| 3 giocatori  | 8                           |         |         |        |          |          |        |     |     |    |     |        |
| 29 giocatori | 6                           |         |         |        |          |          |        |     |     |    |     |        |
| Hron         | Tábor Foxes                 | 0       | 0       | 0      | 0        | 0        | 0      | 2   | 0   | 1  | 0   | 5      |
| Pankrác      | Jičín Hurricanes            | 0       | 0       | 0      | 0        | 0        | 0      | 1   | 0   | 1  | 0   | 4      |
| 4 giocatori  | 2                           |         |         |        |          |          |        |     |     |    |     |        |
| 2 giocatori  | 1                           |         |         |        |          |          |        |     |     |    |     |        |

- Miglior marcatore della stagione regolare: Vainer ( Pilsen  Patriots), 84